# Maigret und der faule Dieb
Maigret und der faule Dieb (französisch: Maigret et le voleur paresseux) ist ein Kriminalroman des belgischen Schriftstellers Georges Simenon. Er ist der 57. Roman einer Reihe von insgesamt 75 Romanen und 28 Erzählungen um den Kriminalkommissar Maigret. Der Roman entstand vom 17. bis 23. Januar 1961 in Echandens und wurde vom 5. bis 27. September 1961 in 20 Teilen von der französischen Tageszeitung Le Figaro vorabveröffentlicht. Die Buchausgabe folgte im November des Jahres beim Verlag Presses de la Cité. Die erste deutsche Übersetzung von Hansjürgen Wille und Barbara Klau publizierte 1965 Kiepenheuer & Witsch. 1988 veröffentlichte der Diogenes Verlag eine Neuübersetzung von Stefanie Weiss.
Als ein Mann im winterlichen Bois de Boulogne ermordet aufgefunden wird, erkennt Kommissar Maigret im Toten einen Dieb wieder, der ihn über viele Jahre durch seine Polizeikarriere begleitet hat. Der Kommissar hegt Respekt und fast schon freundschaftliche Gefühle für den Kriminellen alter Schule, der seine Taten gewissenhaft plante, stets nur die Reichen bestahl und niemals zu Gewaltmitteln griff. Maigret zerbricht sich den Kopf, wen der faule Dieb so gegen sich aufbrachte, dass er ihm den Schädel einschlug.

## Inhalt

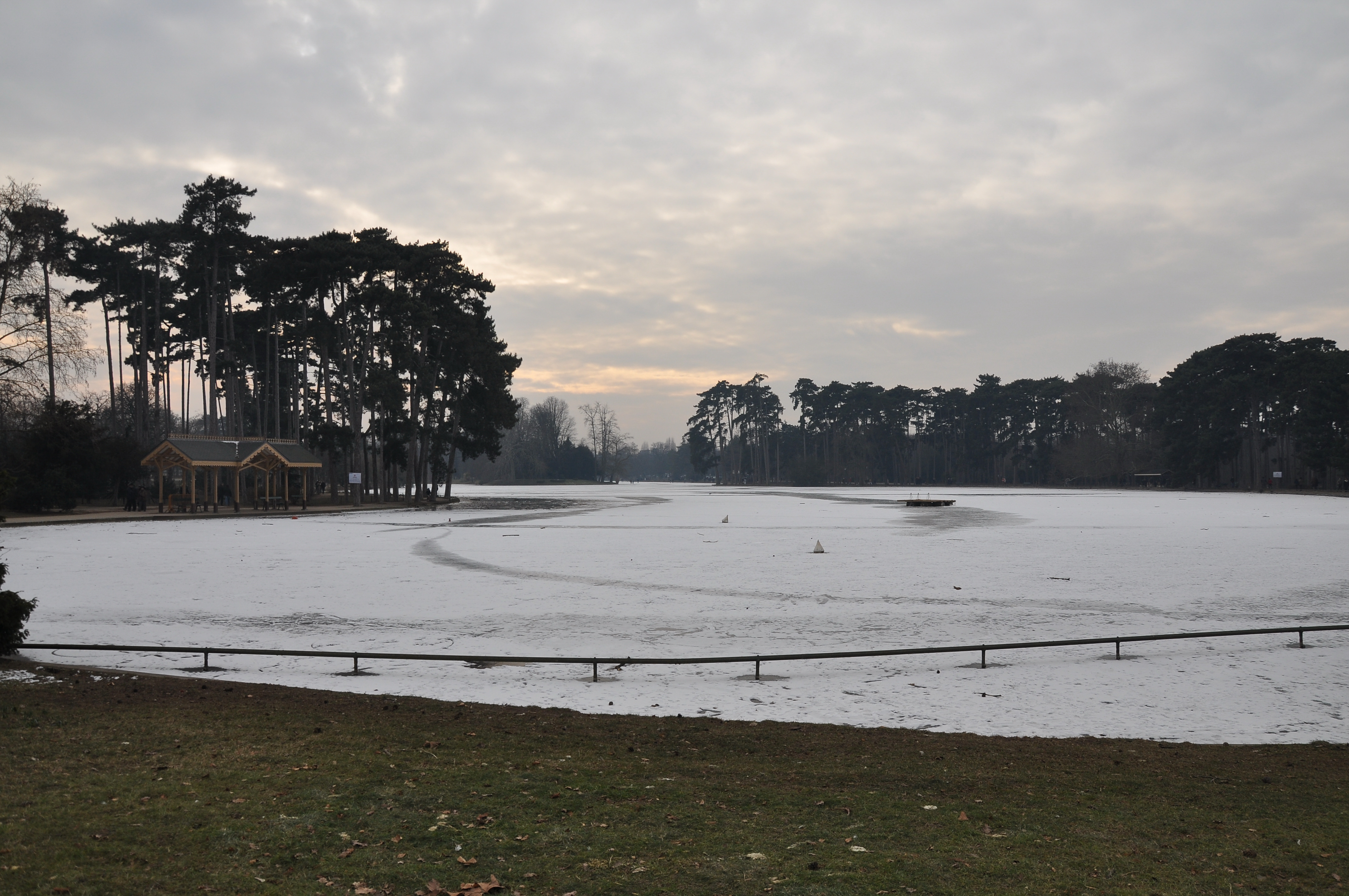
Der Lac Inférieur im winterlichen Bois de Boulogne

Es ist ein kalter Januar in Paris. Kommissar Maigret steht zwei Jahre vor seiner Pensionierung, ohne dass ihn die nahe Ausmusterung sonderlich betrübte, denn seit einer Umstrukturierung haben sich am Quai des Orfèvres die Zeiten geändert. Maigrets Ermittlungsmethoden gelten als veraltet, die Kriminalpolizei dient nurmehr als Handlanger der Staatsanwaltschaft, deren Elitejuristen jeglicher Bezug zur Praxis fehlt. Ständig werden von der Verwaltung neue Vorschriften erlassen, die buchstabengetreu zu befolgen sind, und die Beamten verbringen den Großteil ihrer Zeit mit Papierarbeit statt im Einsatz.
Auch als im Bois de Boulogne ein Mann mit eingeschlagenem Schädel aufgefunden wird, lässt man Maigret nicht ermitteln, obwohl dieser im Mordopfer sofort einen alten Bekannten wiedererkennt: den Dieb Honoré Cuendet, den er einst selbst überführte und verhaftete. Cuendet war ein Verbrecher alten Schlages. Er arbeitete stets allein und beraubte ausschließlich die vermögende Oberschicht, deren Anwesen er über Wochen hinweg eingehend auskundschaftete. Sein besonderer Modus Operandi bestand in unbemerkten Einbrüchen in Anwesenheit der Eigentümer, scheinbar um an deren Privatsphäre teilzuhaben. Maigret fühlte für den alten Weggefährten auf der anderen Seite des Gesetzes Respekt und fast schon Freundschaft. 

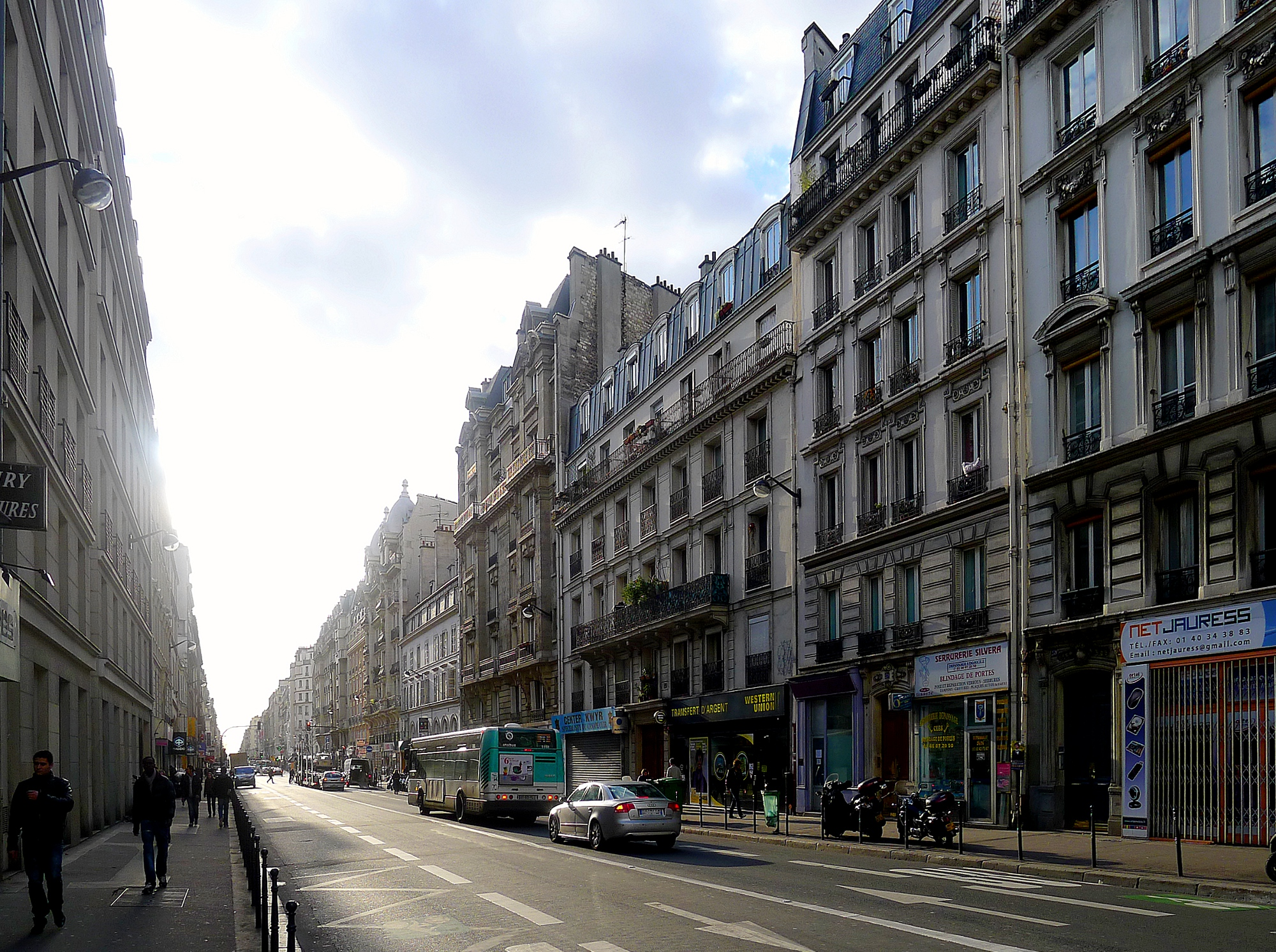
Rue La Fayette in Paris

Der Staatsanwalt erkennt im Mord an dem Vorbestraften jedoch bloß eine Abrechnung unter Gangstern und legt den Fall schnell zu den Akten. Nur der lokale Inspektor Aristide Fumel aus dem 16. Arrondissement, ein braver, aber erfolgloser Polizist mit notorisch unglücklich verlaufenden Frauenbeziehungen, darf sich weiterhin mit dem Fall beschäftigen und trägt seinem Kollegen Maigret die Ermittlungsergebnisse zu. Der Kommissar muss sich wie alle verfügbaren Kräfte auf eine moderne Verbrecherbande konzentrieren, deren Serie von Raubüberfällen die Bilanzen der Banken und Versicherungen belastet. Nach ihrem letzten Überfall in der Rue La Fayette, dem eine Schießerei mit Verletzten und Toten folgte, ist endlich ein Zugriff auf das Bandenoberhaupt Fernand möglich, doch für die folgenden Verhöre der Berufsverbrecher vermag Maigret kein Interesse aufzubringen. 
Stattdessen befragt er Cuendets Mutter, die auf die regelmäßigen Einnahmen ihres Sohnes angewiesen ist, und seine untröstliche Freundin Éveline Schneider, der er rät, einen Koffer mit Diebesbeute zu verstecken, damit er bei einer späteren Hausdurchsuchung nicht an die Staatsanwaltschaft fällt. Maigret ist sich sicher, den Tathergang zu kennen: Cuendet brach in das Stadtpalais Florence Wiltons ein, der geschiedenen Ehefrau des reichen Amerikaners Stuart Wilton, der unter dem besonderen Schutz der französischen Behörden steht. Hier überraschte er Florence mit ihrem Geliebten, der ausgerechnet Wiltons Sohn ist. Die beiden erschlugen den Dieb, um ihre Beziehung nicht publik werden zu lassen, da beide auf Stuarts Geld angewiesen sind. In früheren Zeiten hätte Maigret das lasterhafte Liebespaar an den Quai vorgeladen und so lange verhört, bis es den Mord gestanden hätte. Doch heute verstößt eine solche Vorgehensweise gegen die Vorschriften, und der Staatsanwalt würde ihn mit seinen mageren Indizien – zwei Haare eines inzwischen entsorgten Wildkatzenfells aus Wiltons Sportwagen, mit dem die Leiche abtransportiert wurde – bloß auslachen. So bleibt der Mord an Cuendet unaufgeklärt, und nur Inspektor Fumel kümmert sich, allerdings nun aus privaten Gründen, um die trauernde Éveline.

## Interpretation
Laut Josef Quack ist Maigret und der faule Dieb „vom ersten bis zum letzten Satz eine Kritik am Strafrecht“, das als „Strafrecht der herrschenden und besitzenden Gesellschaftsschicht“ angeprangert werde. Ungewöhnlich deutlich lässt Simenon seinen Kommissar Maigret zum Verständnis seines Berufes Stellung beziehen, dessen erste Priorität nicht der Überführung von Verbrechern gelte: „In Wirklichkeit besteht aber unsere Hauptaufgabe darin, zuerst einmal den Staat sowie die amtierende Regierung sowie die Institutionen zu schützen, außerdem das Kapital, das öffentliche und das Privateigentum, und dann ganz zum Schluss erst das Leben jedes einzelnen Bürgers…“ Der Roman, in dem sich der gesamte Polizeiapparat mit einer Raubserie beschäftigt, während ein einziger Inspektor abgestellt wird, den Mord an einem kleinen Dieb zu untersuchen, sei als Bestätigung dieser These konzipiert.
Ein Kommissar Maigret hingegen unterscheidet nicht zwischen unbescholtenen Bürgern und Kriminellen. Für ihn ist das Opfer ein menschliches Wesen wie jedes andere, und sein Mörder hat zur Verantwortung gezogen zu werden. Im Gegenteil sind es gerade die „kleinen Leute“, denen Maigrets Herz gehört, und so steht für ihn die Frage, wer einen kleinen, unschuldigen Dieb derart hat zurichten können, am Anfang der Ermittlung. Es empört ihn, dass das Opfer umgebracht wurde, um einen Skandal in besseren Kreisen zu vermeiden, und wie man sich seiner Leiche achtlos im Bois de Boulogne entledigte, als handle es sich um den Kadaver eines toten Tieres. Maigrets Mitgefühl mit dem Toten führt so weit, dass er Beihilfe leistet, die Diebesbeute zu unterschlagen, um der Mutter des Diebes nicht die Illusion zu rauben, ihr guter Junge werde über seinen Tod hinaus für sie sorgen. Für Ira Tschimmel folgt Maigret durch diese Tat einer Klassenjustiz: Nach seinem idealisierten Verständnis von Gerechtigkeit begünstigt er ausschließlich Kleinbürger und Menschen aus niederen sozialen Schichten gegen die privelligierte Oberschicht. Er erweise sich dadurch als ein moderner Robin Hood oder Schinderhannes.
Ulrich Schulz-Buschhaus sieht im Roman zwei Arten von Untersuchungen einander gegenübergestellt: Auf der einen Seite besitzt die moderne Fahndung nach einer Räuberbande, in die der gesamte Polizeiapparat involviert ist, eine gesellschaftliche Relevanz, der sich jeder einzelne Polizist unterzuordnen hat. Im Kontrast dazu steht die inoffizielle, individuelle Untersuchung Maigrets, die dieser aus rein persönlicher Sympathie mit dem Opfer durchführt. Mit seinem altmodischen Vorgehen fühlt sich der Kommissar in der neuen Zeit wie ein persönlicher Anachronismus. Dennoch ist es gerade seine spezielle Methode, bei der er gewissermaßen in die Haut des Opfers schlüpft, sich in dessen Hotelzimmer einquartiert und im selben Restaurant speist wie dieser an seinem letzten Abend, die es Maigret ermöglicht den Fall aufzuklären. Für Tilman Spreckelsen führt Simenon „sein großes Projekt der Ähnlichkeit fort“, indem der Kommissar in zahlreichen Dingen denselben Geschmack beweise wie das Mordopfer, was über die Einrichtung des Hauses, die Essgewohnheiten bis zur Ablehnung des Angebots einer Dirne reiche, bei der beide Männer denselben Gesichtsausdruck zeigen. Als Maigret am Ende herausfindet, dass es auch im Leben des Diebes, der anfänglich als scheuer Eigenbrötler erscheint, eine Frau gibt, mit der er über Jahre hinweg eine glückliche Beziehung führte, ist dies für ihn geradezu eine Erleichterung und der Angetrauten gilt seine ganze Sympathie.

## Rezeption
Oliver Hahn von maigret.de zählte Maigret und der faule Dieb zu den fünf besten Kriminalromanen Simenons mit seinem Kommissar Maigret. Für The Pittsburgh Press war der Roman „ein Juwel einer Geschichte“. Detlef Richter zog das Fazit: „Wieder ein atmosphärischer, stimmungsgeladener Roman mit dem sympathischen Maigret.“ Besonders hob er die Kunst hervor, wie Simenon mit einfachen Beschreibungen eine Atmosphäre schaffe, in der die beschworene Winterkälte den ganzen Roman hindurch frösteln lasse. Newgate Callendar betonte die „scharfe, ökonomische, realistische“ Schreibweise, die ebenso typisch für Simenon sei wie seine „Fähigkeit, den Leser gefangenzunehmen und sein Interesse wachzuhalten“. Tilman Spreckelsen zeigte sich besonders vom Ende beeindruckt: „Was Maigret hier allerdings auf den allerletzten Seiten veranstaltet, um eine Zeugin zur massiven Unterschlagung von Diebesgut zu bewegen, das hat schon was.“
Für Pierre Boileau und Thomas Narcejac zeigte Maigret und der faule Dieb, wie der alternde Kommissar und sein Schöpfer im späteren Verlauf der Serie mehr und mehr miteinander verschmölzen. Dabei verlören sich die qualitativen Unterschiede zwischen den Maigret-Romanen und Simenons allgemein höher geschätzten Non-Maigret-Romanen, die beide ein essentieller Teil des Œuvres ihres Autors seien. Zwischen einem Roman wie Maigret und der faule Dieb und dem im gleichen Jahr entstandenen berühmten Non-Maigret-Roman Le Train (verfilmt als Le Train – Nur ein Hauch von Glück mit Jean-Louis Trintignant und Romy Schneider) gebe es in dieser Hinsicht keine wesentlichen Unterschiede.
Die Romanvorlage wurde dreimal verfilmt: im Rahmen der Fernsehserien Maigret mit Rupert Davies (Großbritannien, 1962), Kees Brusse (Niederlande, 1964) und Les Enquêtes du commissaire Maigret mit Jean Richard (Frankreich, 1988).

## Ausgaben
- Georges Simenon: Maigret et le voleur paresseux. Presses de la Cité, Paris 1961 (Erstausgabe).
- Georges Simenon: Maigret und der faule Dieb. Übersetzung: Hansjürgen Wille, Barbara Klau. Kiepenheuer & Witsch, Köln 1962.
- Georges Simenon: Maigret und der faule Dieb. Übersetzung: Hansjürgen Wille, Barbara Klau. Heyne, München 1967.
- Georges Simenon: Maigret und der faule Dieb. Übersetzung: Stefanie Weiss. Diogenes, Zürich 1988, ISBN 3-257-21629-7.
- Georges Simenon: Maigret und der faule Dieb. Sämtliche Maigret-Romane in 75 Bänden, Band 57. Übersetzung: Stefanie Weiss. Diogenes, Zürich 2009, ISBN 978-3-257-23857-0.